# Erwin Klein (Tischtennisspieler)
Erwin Klein (* 6. Juni 1938 † 30. September 1992 in Los Angeles) war ein amerikanischer Tischtennisspieler. Er war Weltmeister im Mixed.
Erwin Klein war der Sohn eines Amerikaners. Seine Mutter war deutsch-ungarischer Abstammung. Er galt in den 1950er und 1960er Jahren als einer der besten amerikanischen Tischtennisspieler. Bei den offenen amerikanischen Meisterschaften gewann er viermal im Einzel (1956, 1961, 1964, 1965). Klein nahm 1955, 1956, 1963 und 1967 an der Weltmeisterschaft teil. 1956 wurde er in Tokio mit Leah Neuberger Weltmeister im Mixed; sie besiegten im Endspiel Ivan Andreadis/Ann Haydon. Danach stellte Klein den Tischtennissport zugunsten eines Studiums bis 1961 zurück.
1981 nahm ihn der amerikanische Tischtennisverband in die Hall of Fame auf.
1992 wurde Klein in Los Angeles von einem Geschäftspartner erschossen.

## Turnierergebnisse
| Verband | Veranstaltung     | Jahr | Ort       | Land | Einzel     | Doppel    | Mixed        | Team |
| ------- | ----------------- | ---- | --------- | ---- | ---------- | --------- | ------------ | ---- |
| USA     | Weltmeisterschaft | 1967 | Stockholm | SWE  | letzte 32  | letzte 64 | letzte 128   | 18   |
| USA     | Weltmeisterschaft | 1963 | Prag      | TCH  | letzte 64  | letzte 16 | letzte 64    | 5    |
| USA     | Weltmeisterschaft | 1956 | Tokio     | JPN  | letzte 16  | letzte 16 | Gold         | 11   |
| USA     | Weltmeisterschaft | 1955 | Utrecht   | NED  | letzte 128 | letzte 16 | keine Teiln. |      |